# Fesches-le-Châtel
Fesches-le-Châtel é uma comuna francesa na região administrativa de Borgonha-Franco-Condado, no departamento de Doubs. Estende-se por uma área de 3,46 km². Em 2010 a comuna tinha 2 213 habitantes (densidade: 639,6 hab./km²).